# ニコル (アパレル)
ニコル（NICOLE）は、日本のファッションデザイナー松田光弘が設立したファッションブランド名および、日本国内でのアパレル企業名である。「NICOLE」の由来はモデルの名前と言われることもある。

## 概要
松田光弘が1967年に東京都港区の青山地区を拠点としたブティックとして開店創業し、その後、小林由紀夫、中島伊津子、甲賀真理子などのデザイナーを輩出した。バブル経済の時期に購入した本社不動産の金融債務が資金繰りを圧迫し、2002年2月に株式会社美濃屋と事業提携。同年8月には美濃屋の子会社であるラル・カンパニーに営業権が譲渡され、その後同子会社が株式会社ニコルへと商号を変更して事業は継続されている。同社製品は百貨店やショッピングセンター、ファッションビル、郊外アウトレットショップの他にも、地方の専門店（昔ながらのメンズショップ、レディースブティックと呼ばれる業態）が主な販路で、従来の購買層であるシニアを中心に、幅広い年齢層の購買が散見される。同社の展開するブランドは、マルイ系やお兄系と呼ばれるファッションカテゴリーの中心的存在であるが、現在では様々なテイストのブランドを多角展開し、従来のブランドイメージとは異なるアイテムの販売も行う。

## オリジナルブランド
クオリティーセレクション・メンズ
- ex/tra monsieur nicole（ムッシュニコル エクストラ）
- RIELABO（リエラボ）

レディース
- BOUTIQUE nicole（ブティックニコル）
- 179/WG NICOLE CLUB（179/WGニコルクラブ）
- NICOLE white（ニコルホワイト）
- Zelda（ゼルダ）
- Grand PARK（グランドパーク）

メンズ
- MONSIEUR NICOLE（ムッシュニコル）
  - MONSIEUR NICOLE exclusive line（ムッシュニコル　イクスクルーシブライン）
  - whole 9（ホールナイン）
- NICOLE CLUB FOR MEN（ニコルクラブ フォーメン）

メンズ・レディース＆グッズ・アクセサリー・生活雑貨
- HIDEAWAYS（ハイダウェイ）

メンズ＆グッズ・アクセサリー
- vital monsieur nicole(ヴィタル ムッシュニコル）

過去のブランド
- MADAME NICOLE
- SEDUCTION de NICOLE
- MARIKO KOHGA
- NICOLE SPORTS
- NICOLECLUB KID'S